# Ро (провинция Феррара)
Ро (итал. Ro) —  упразднённая коммуна в Италии, расположена в области Эмилия-Романья, подчиняется административному центру Феррара. Ныне является фракцией коммуны Рива-дель-По.
Население коммуны, на 31.12.2018 года, составляло 3175 человек, плотность населения — 73,50 чел./км². Коммуна занимала площадь 43,20 км². 
Почтовый индекс — 44030. Телефонный код — 0532.
Покровителем коммуны почитается апостол Иаков Старший, день его памяти ежегодно отмечается 25 июля.

## История
Коммуна Ро была упразднена 1 января 2019 года, с целью создания новой коммуны Рива-дель-По. Она была создана путём объединения соседних муниципалитетов Ро и Берра.

## Демография
Динамика населения:

## Администрация коммуны
- Официальный сайт: http://www.comune.ro.fe.it/